# Copiapega
Un copiapega (conocido también por su anglicismo copypasta) es un bloque de texto que las personas copian y pegan en Internet a través foros en línea y redes sociales. Se dice que los copiapega son similares al spam.

## Historia
El origen de la palabra en inglés es de los grupos Usenet en 2006.

### Etimología
El término «copiapega» deriva del término informático «copiar y pegar» realizado con la combinación de teclas Ctrl+C y Ctrl+V. Su origen inglés se remonta a una publicación anónima de 4chan en 2006.

## Ejemplos notables

### Copiapega de Navy Seal
El copiapega de Navy Seal es un párrafo de ataque agresivo, extenso, cómicamente escrito contra un «niño», escrito en la voz del estereotipado «tipo duro», que relata logros absurdos como tener «más de 300 bajas confirmadas» y ser «entrenado en la guerra del gorila». Este copiapega se suele publicar a menudo como una reacción exagerada de humor a un insulto y se cree que se originó en una publicación en un tablero de mensajes de 4chan el 11 de noviembre de 2010.

### Bee Movie
El copypasta de Bee Movie se remonta a 2013, donde los usuarios publicaban el guion completo de Bee Movie en páginas web como Reddit y Tumblr. Esto se popularizó en la época en que las ediciones de la película se publicaron y popularizaron por primera vez en YouTube a finales de 2016.

### Helicóptero de combate
La frase «Me identifico sexualmente como un helicóptero de combate» es un meme de Internet que se originó como copiaapega en el foro de Reddit, y se extendió a otros como 4chan, donde seha  utilizado para satirizar a las personas que decían no identificarse como hombre ni mujer.

### Copiapega de vaporeon
El texto «Oye, ¿sabías que en términos de reproduccion de Pokémon humanos masculinos y femeninos, Vaporeon es el Pokémon más compatible para humanos» se originó como copiaapega en el foro de 4chan, se popularizó en YouTube con videos relacionados con vaporeon.